# Bien de interés patrimonial (Castilla-La Mancha)

Escudo de Castilla-La Mancha.

Bien de interés patrimonial (abreviada BIP) es una figura jurídica de protección y reconocimiento del patrimonio cultural de Castilla-La Mancha, tanto mueble e inmueble como inmaterial. 
Se trata del segundo nivel autonómico de  protección del patrimonio cultural, después de los bienes de interés cultural (BIC).

Los bienes integrantes del Patrimonio Cultural de Castilla-La Mancha que reúnan de forma relevante alguno de los valores del artículo 1.2 podrán ser declarados bienes de interés patrimonial (...).

## Concepto

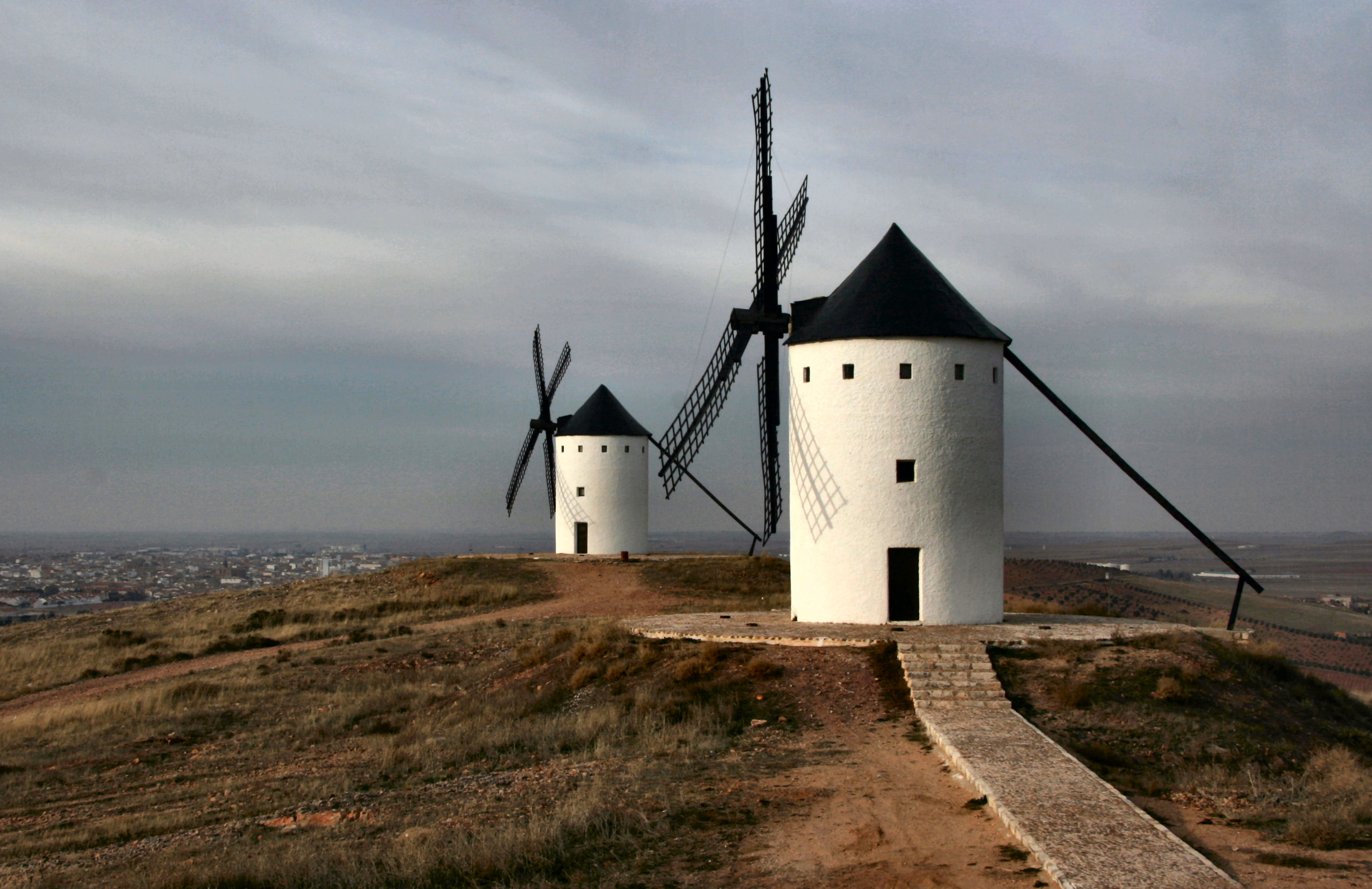
Molinos de Alcázar de San Juan (Ciudad Real), declarados de interés patrimonial.

Esta figura fue creada por la Ley 4/2013, de 16 de mayo, de Patrimonio Cultural de Castilla-La Mancha, para proteger aquellos bienes que, sin reunir de forma singular y sobresaliente alguno de los valores establecidos en la misma como para ser declarados de interés cultural, sí lo hacen de forma relevante.
De acuerdo con la distribución de competencias establecida en la Constitución española y en el Estatuto de Autonomía de Castilla-La Mancha, la competencia exclusiva en materia de patrimonio cultural corresponde a la región. Se exceptúa a los bienes adscritos a servicios públicos gestionados por la Administración General del Estado o los que formen parte del Patrimonio Nacional, cuya protección incumbe al Estado.
La mayoría de legislaciones autonómicas en materia de patrimonio cultural también han previsto un segundo y, a veces, tercer nivel de protección además de la figura común de bien de interés cultural o equivalente.

## Categorías
Los bienes de interés patrimonial pueden ser declarados de forma genérica o en alguna de las siguientes categorías:

a) Bienes inmuebles:

1.º Construcción de Interés Patrimonial: Inmueble producto de la actividad humana de relevante interés histórico, arquitectónico, arqueológico, artístico, etnológico, científico o técnico.
2.º Yacimiento Arqueológico de Interés Patrimonial: Lugar en el que existen bienes muebles o inmuebles susceptibles de ser estudiados con metodología arqueológica, hayan sido o no extraídos y tanto si se encuentran en la superficie, en el subsuelo o bajo las aguas, y se les reconozca un relevante valor patrimonial.
3.º Yacimiento Paleontológico de Interés Patrimonial: Lugar en el que existen vestigios fosilizados o no que son manifestación del pasado geológico y de la evolución de la vida en la tierra, hayan sido o no extraídos, tanto si se encuentran en la superficie, en el subsuelo o bajo las aguas, y se les reconozca un relevante valor patrimonial.
b) Bienes muebles, individualmente o como conjunto.

c) Bienes inmateriales.

Los bienes inmuebles pueden ser declarados individualmente como construcción de interés patrimonial, yacimiento arqueológico de interés patrimonial o yacimiento paleontológico de interés patrimonial.
Los bienes muebles pueden ser declarados individualmente o como conjunto.

## Declaración de bien de interés patrimonial
El procedimiento para la declaración de un bien de interés patrimonial es muy similar al que se sigue para los bienes de interés cultural y los elementos de interés patrimonial (EIP). Requiere la previa tramitación de un expediente administrativo.

### Iniciación del procedimiento
El procedimiento se inicia de oficio por la Dirección General competente en la materia, bien por iniciativa propia o por petición razonada de otras administraciones u órganos, o de cualquier persona física o jurídica.
La resolución de iniciación debe publicarse en el Diario Oficial de Castilla-La Mancha (DOCM) y notificarse además a los interesados y a los ayuntamientos de los municipios en cuyo término está ubicado el bien.

#### Efectos
La iniciación del procedimiento determina la aplicación provisional al bien, a partir del día siguiente al de la publicación de la resolución en el DOCM, del régimen de protección previsto en la normativa vigente para los bienes ya declarados.

### Tramitación del expediente
El expediente debe contener una descripción clara y exhaustiva, con documentación gráfica o audiovisual, del objeto a declarar, que facilite su correcta identificación, así como sus antecedentes históricos. También debe incorporar los informes técnicos necesarios que justifiquen el interés que reviste el bien y su estado de conservación.
Para los bienes inmuebles, puede además definirse un entorno de protección, conformado por los inmuebles y espacios cuya alteración podría afectar los valores del bien, su contemplación, apreciación o estudio.
Debe abrirse un período de información pública por el plazo mínimo de un mes para que cualquier persona interesada pueda presentar alegaciones.

### Resolución del procedimiento
El procedimiento termina con la declaración del bien mediante resolución del titular de la consejería competente en materia de patrimonio cultural. Esta resolución debe adoptarse y notificarse en el plazo máximo de nueve meses a contar desde el inicio del expediente, a falta de lo cual se produce su caducidad y el archivo del procedimiento.
La resolución de declaración se hace pública en el DOCM y se notifica a los interesados y ayuntamientos concernidos.

## Efectos de la declaración y régimen de protección
El bien declarado se inscribe en el Catálogo del Patrimonio Cultural de Castilla-La Mancha, así como en el Inventario del Patrimonio Cultural de Castilla-La Mancha si no hubiera sido incluido con anterioridad.
La declaración como bien de interés patrimonial supone la aplicación con carácter definitivo del régimen de protección previsto para los bienes catalogados, además del régimen común de protección y conservación aplicable a todos los bienes del patrimonio cultural de Castilla-La Mancha.

## Bienes declarados
En 2025, existen en Castilla-La Mancha 24 bienes declarados de interés patrimonial. Entre ellos, 22 corresponden a la categoría de construcción de interés patrimonial, los 2 restantes son un yacimiento arqueológico de interés patrimonial y un bien inmaterial. Todavía no se ha declarado ningún yacimiento paleontológico de interés patrimonial ni bien mueble.
| Provincia   | Municipio               | Denominación                             | Categoría                                      | Fecha DOCM |
| ----------- | ----------------------- | ---------------------------------------- | ---------------------------------------------- | ---------- |
| Albacete    | Albacete                | Casa Cabot                               | Construcción de interés patrimonial            | 20/02/2019 |
| Albacete    | Albacete                | Casa Juan López                          | Construcción de interés patrimonial            | 20/02/2019 |
| Albacete    | Albacete                | Casa Julia Gómez Alfaro                  | Construcción de interés patrimonial            | 20/02/2019 |
| Albacete    | Albacete                | Chalet Fontecha                          | Construcción de interés patrimonial            | 24/04/2014 |
| Albacete    | Albacete                | Gran Hotel                               | Construcción de interés patrimonial            | 20/02/2019 |
| Albacete    | Albacete                | Plaza de Toros                           | Construcción de interés patrimonial            | 14/09/2018 |
| Ciudad Real | Alcázar de San Juan     | Casa del Hidalgo                         | Construcción de interés patrimonial            | 03/11/2016 |
| Ciudad Real | Alcázar de San Juan     | Molinos de Viento del Cerro de San Antón | Construcción de interés patrimonial            | 03/11/2016 |
| Ciudad Real | Almadenejos             | Cerco de Buitrones                       | Construcción de interés patrimonial            | 03/11/2016 |
| Ciudad Real | Chillón                 | Puente de Hierro                         | Construcción de interés patrimonial            | 20/06/2018 |
| Ciudad Real | Terrinches              | La Ontavia                               | Yacimiento arqueológico de interés patrimonial | 07/07/2017 |
| Guadalajara | Guadalajara             | Patios del Cementerio municipal          | Construcción de interés patrimonial            | 30/05/2018 |
| Guadalajara | Guadalajara             | Laboratorio de los Ingleses              | Construcción de interés patrimonial            | 06/07/2016 |
| Toledo      | Almonacid de Toledo     | Hospital García Escalona                 | Construcción de interés patrimonial            | 21/06/2016 |
| Toledo      | El Toboso               | Pozo de la Gascona                       | Construcción de interés patrimonial            | 03/11/2016 |
| Toledo      | El Toboso               | Pozo de la Torre                         | Construcción de interés patrimonial            | 03/11/2016 |
| Toledo      | El Toboso               | Pozo de la Puerta                        | Construcción de interés patrimonial            | 03/11/2016 |
| Toledo      | El Toboso               | Pozo de la Virgen                        | Construcción de interés patrimonial            | 03/11/2016 |
| Toledo      | El Toboso               | Pozo de Arriba                           | Construcción de interés patrimonial            | 03/11/2016 |
| Toledo      | El Toboso               | Pozo de la Cadena                        | Construcción de interés patrimonial            | 03/11/2016 |
| Toledo      | El Toboso               | Pozo de la Hilandera                     | Construcción de interés patrimonial            | 03/11/2016 |
| Toledo      | El Toboso               | Pozo Primero o Pozo Dulce                | Construcción de interés patrimonial            | 03/11/2016 |
| Toledo      | El Puente del Arzobispo | Iglesia del convento Franciscano         | Construcción de interés patrimonial            | 06/06/2017 |
| Toledo      | Toledo                  | Patios de Toledo                         | Bien inmaterial                                | 04/02/2015 |

|                                                | Albacete | Ciudad Real | Cuenca | Guadalajara | Toledo | Total |
| ---------------------------------------------- | -------- | ----------- | ------ | ----------- | ------ | ----- |
| Construcción de interés patrimonial            | 6        | 4           |        | 2           | 10     | 22    |
| Yacimiento arqueológico de interés patrimonial |          | 1           |        |             |        | 1     |
| Bien inmaterial                                |          |             |        |             | 1      | 1     |
| Total                                          | 6        | 5           |        | 2           | 11     | 24    |

## Galería

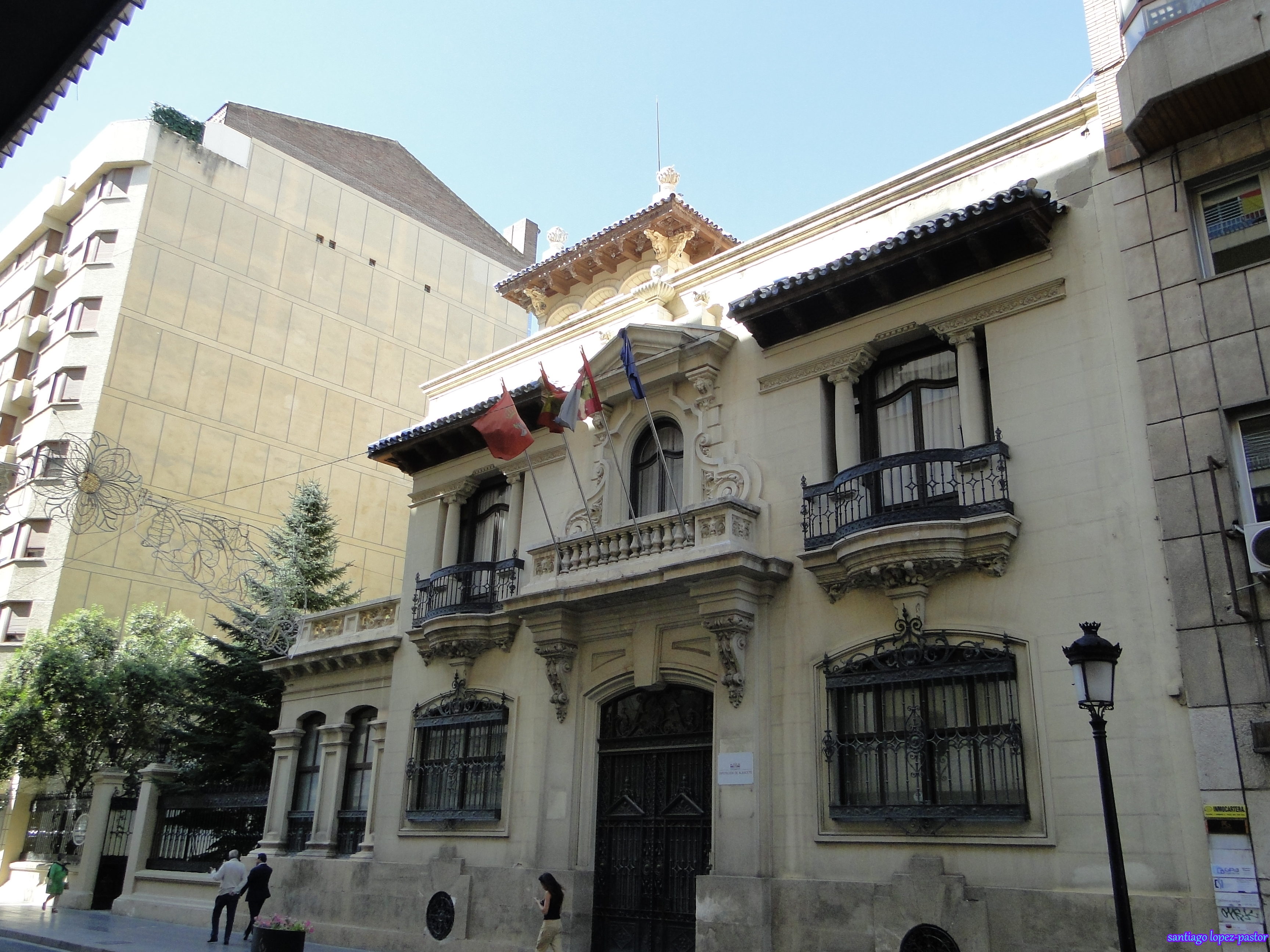
Chalet Fontecha, en Albacete.
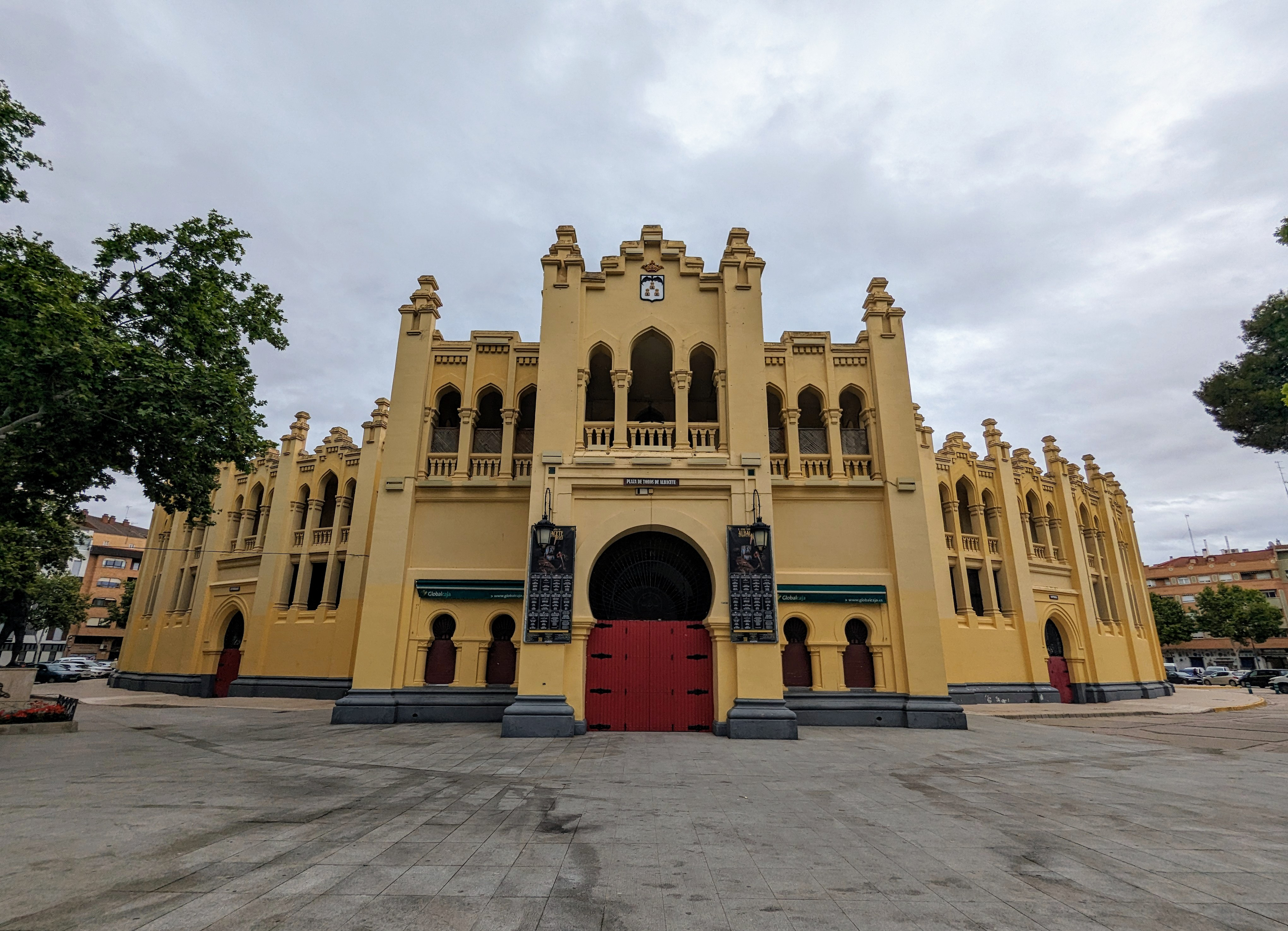
Plaza de toros de Albacete.
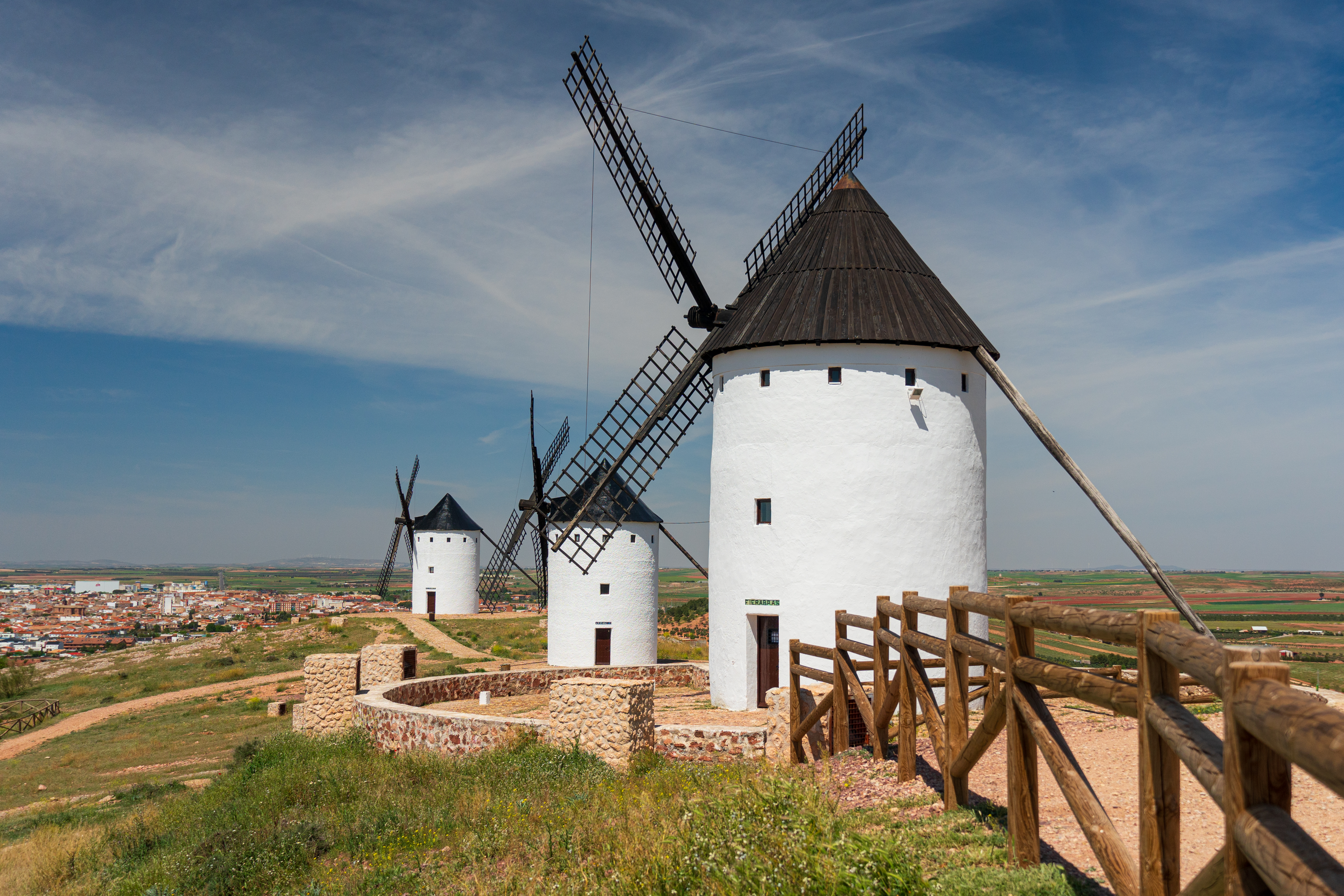
Molinos del Cerro de San Antón, en Alcázar de San Juan (Ciudad Real).
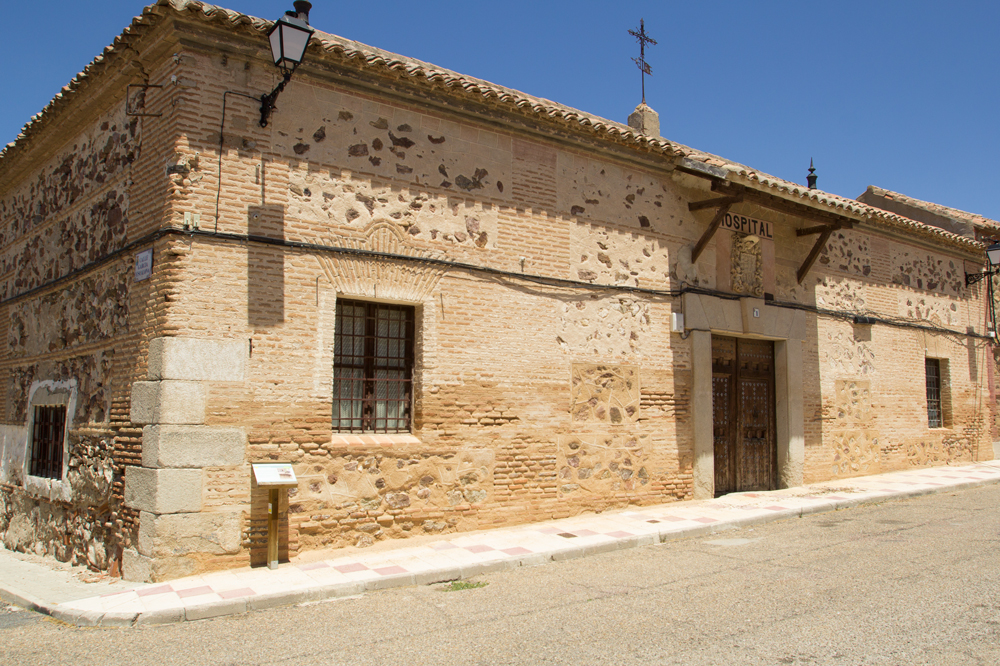
Hospital García Escalona, en Almonacid de Toledo.
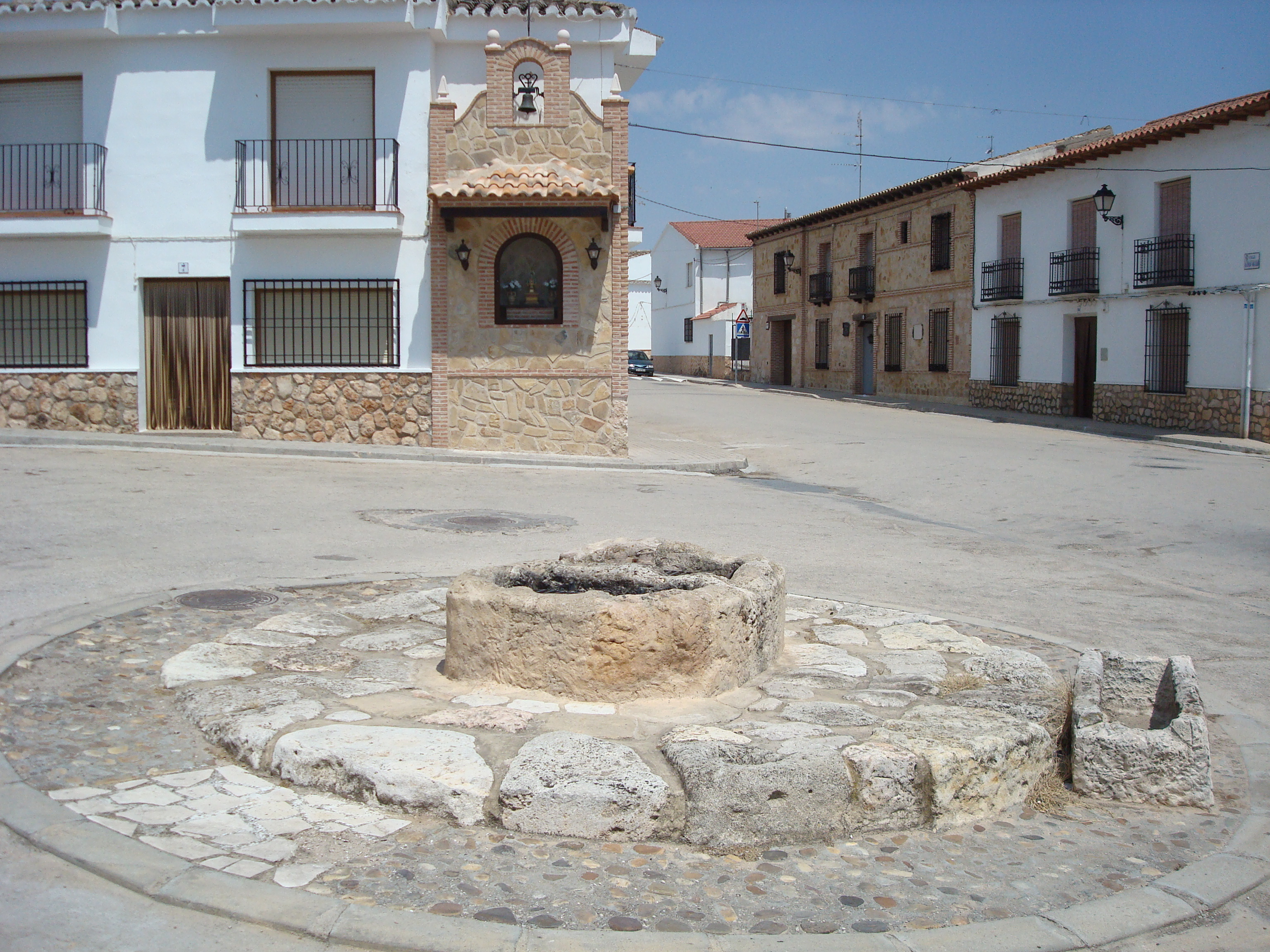
Pozo monumental de El Toboso (Toledo).